# 4753 Phidias
4753 Phidias је астероид главног астероидног појаса чија средња удаљеност од Сунца износи 2,547 астрономских јединица (АЈ).
Апсолутна магнитуда астероида је 13,3.